# Warhem
Warhem település Franciaországban, Nord megyében. Lakosainak száma 2035 fő (2022. január 1.). Warhem Uxem, Hondschoote, Hoymille, Killem, Quaëdypre, Rexpoëde, Téteghem-Coudekerque-Village, West-Cappel és Ghyvelde községekkel határos.

## Népesség
A település népessége az elmúlt években az alábbi módon változott:
| Lakosok száma | 2063 | 2055 | 2097 | 2032 | 2020 | 1996 | 2009 | 2022 | 2035 |
|               | 2013 | 2015 | 2016 | 2017 | 2018 | 2019 | 2020 | 2021 | 2022 |